# Le Gascon
Le Gascon ("gascognaren") är en fransk bokbindarmästare om vars levnad inget är känt.
Han omtalas som en framstående mästare i dokument i början av 1600-talet. Inget arbete är signerat med hans namn, men med stöd av gammal tradition har flera arbeten tillskrivits honom. En tid ansågs Le Gascon var ett tillnamn till bokbindaren Badier, som signerat ett antal arbete. Badier verkar dock vara en senare efterföljare till Le Gascon. Le Gascons arbeten karaktäriseras av att pärmarna utfylls av ett rikt guldtryckt ornament, sammansatt av punkterade spiraler inom fält, inramade av ett flätverk av släta band.